# Heraclia catori
Heraclia catori là một loài bướm đêm trong họ Noctuidae.